# 420
Hsgsgs1p
سنة 420 م (بالأرقام الرومانية: CDXX) كانت سنة كبيسة تبدأ يوم الخميس (الرابط يظهر نموذج الجدول الزمني الكامل للسنة) من التقويم اليولياني. بدأت تسمية السنة ب420 منذ العصور الوسطى المبكرة، عندما أصبح تقويم أنو دوميني هو الأسلوب السائد في أوروبا لتسمية السنوات.

## أحداث

### أوروبا
- قوم الهونبقيادة الأخوين أوكتار وروغيلا يوسعن نطاق حكمهم ليشمل مجموعات القبائل المجاورة لهم.

### بلاد فارس
- وفاة الإمبراطور الساساني يزدجرد بن سابور بعد ملك امتد 21 سنة، ليخلفه ابنه بهرام الخامس ملكا للإمبراطورية الفارسية الثانية.
- اتهام أبداس أسقف سوسة بحرق أحد معابد أهورامزدا إله الخير في الديانة الزرادشتية.

## مواليد
- آنثميوس، امبراطور الإمبراطورية الرومانية الغربية (تاريخ تقريبي)
- جليسريوس، امبراطور الإمبراطورية الرومانية الغربية (تاريخ تقريبي)
- ليبيوس سفروس، امبراطور الإمبراطورية الرومانية الغربية (تاريخ تقريبي)
- ماجوريان، امبراطور الإمبراطورية الرومانية الغربية (تاريخ تقريبي)
- أوريستيس، قائد عسكري روماني (تاريخ تقريبي)

## وفيات
- جيروم